# Uznajcie mnie za winnego
Uznajcie mnie za winnego (ang. Find Me Guilty) – amerykańsko-niemiecka komediodramat z 2006 roku w reżyserii Sidneya Lumeta. Scenariusz filmu został oparty na faktach.

## Fabuła
Koniec lat 80. Jack Gruby Jack DiNorscio jest gangsterem pracującym dla rodziny Lucchese. Pewnego dnia budzi się w swoim łóżku i widzi kuzyna, który celuje w niego. Potem zostaje postrzelony i trafia do szpitala, wkrótce po tym wpada podczas transakcji narkotykowej i odsiaduje wyrok 30 lat więzienia. Podczas odsiadki dowiaduje się, że jego kuzyn (który go postrzelił) zamierza wydać całą jego rodzinę mafijną i czeka go kolejna rozprawa. Jack, mając nieprzyjemne doświadczenia z adwokatami, postanawia bronić się w sądzie sam.

## Obsada
- Vin Diesel - Giacomo DiNorscio
- Alex Rocco - Nick Calabrese
- Frank Pietrangolare - Carlo Mascarpone
- Richard DeDomenico - Tom Napoli
- Jerry Grayson - Jimmy Katz
- Tony Ray Rossi - Joe Bellini
- Vinny Vella - Graziedei
- Paul Borghese - Gino Mascarpone
- Frank Adonis - Phil Radda
- Nicholas A. Puccio - Alessandro Tedeschi
- Frankie Perrone - Henry Fiuli
- Salvatore Paul Piro - Mike Belaggio
- Peter Dinklage - Ben Klandis
- Richard Portnow - Max Novardis
- James Biberi - Frank Brentano
- Chuck Cooper - James Washington
- Oscar A. Colon - Pissaro
- Vinny DeGennaro - Danny Roma
- Ben Lipitz - Henry Kelsey
- Steven Randazzo - Chris Cellano
- Gerry Vichi - Theodore
- Linus Roache - prokurator Sean Kierney
- Robert Stanton - Chris Newberger
- Marcia Jean Kurtz - Sara Stiles
- Ron Silver - sędzia Finestein

## Produkcja
Zdjęcia kręcono w Newark w stanie New Jersey.

## Nagrody i nominacje
56. MFF w Berlinie (2006)
- Złoty Niedźwiedź (nominacja)